# Huszczka Duża
Huszczka Duża – wieś w Polsce położona w województwie lubelskim, w powiecie zamojskim, w gminie Skierbieszów.
W latach 1975–1998 wierś administracyjnie należała do województwa zamojskiego.
Wieś jest sołectwem w gminie Skierbieszów. Według Narodowego Spisu Powszechnego z roku 2011 wieś liczyła 102 mieszkańców.
Wierni Kościoła rzymskokatolickiego należą do parafii Wniebowzięcia Najświętszej Maryi Panny w Skierbieszowie.

## Integralne części wsi
| SIMC    | Nazwa   | Rodzaj    |
| ------- | ------- | --------- |
| 0898410 | Błonie  | część wsi |
| 0898426 | Podgóra | część wsi |

## Historia
Słownik geograficzny Królestwa Polskiego z roku 1882 opisuje Huszczkę Wielką i Małą, dwie wsie i folwark należące do dóbr  Stary Zamość, w powiecie zamojskim, ówczesnej gminie  Stary Zamość, parafii Skierbieszów, odległej od Zamościa wiorst 14. Huszczka Wielka posiada młyn wodny o 1 kamienu i stanowi własność włościańską domów dworskich było 1, osad włościańskich 29, ludności 359 w tym: katolickiej 312, prawosławnej 44, żydów 3. Rozległość gruntu 792 mórg. Huszczka Mała posiadała około 1882 roku, 11 osad włościańskich z gruntem 343 mórg ziemi i 114 mieszkańców - katolików 79 i prawosławnych 35.